# Glomerella sesleriae
Glomerella sesleriae är en svampart som tillhör divisionen sporsäcksvampar, och som först beskrevs av Gustav Niessl von Mayendorf, och fick sitt nu gällande namn av Ove Erik Eriksson. Glomerella sesleriae ingår i släktet Glomerella, och familjen Glomerellaceae. Arten är reproducerande i Sverige.